# Andor

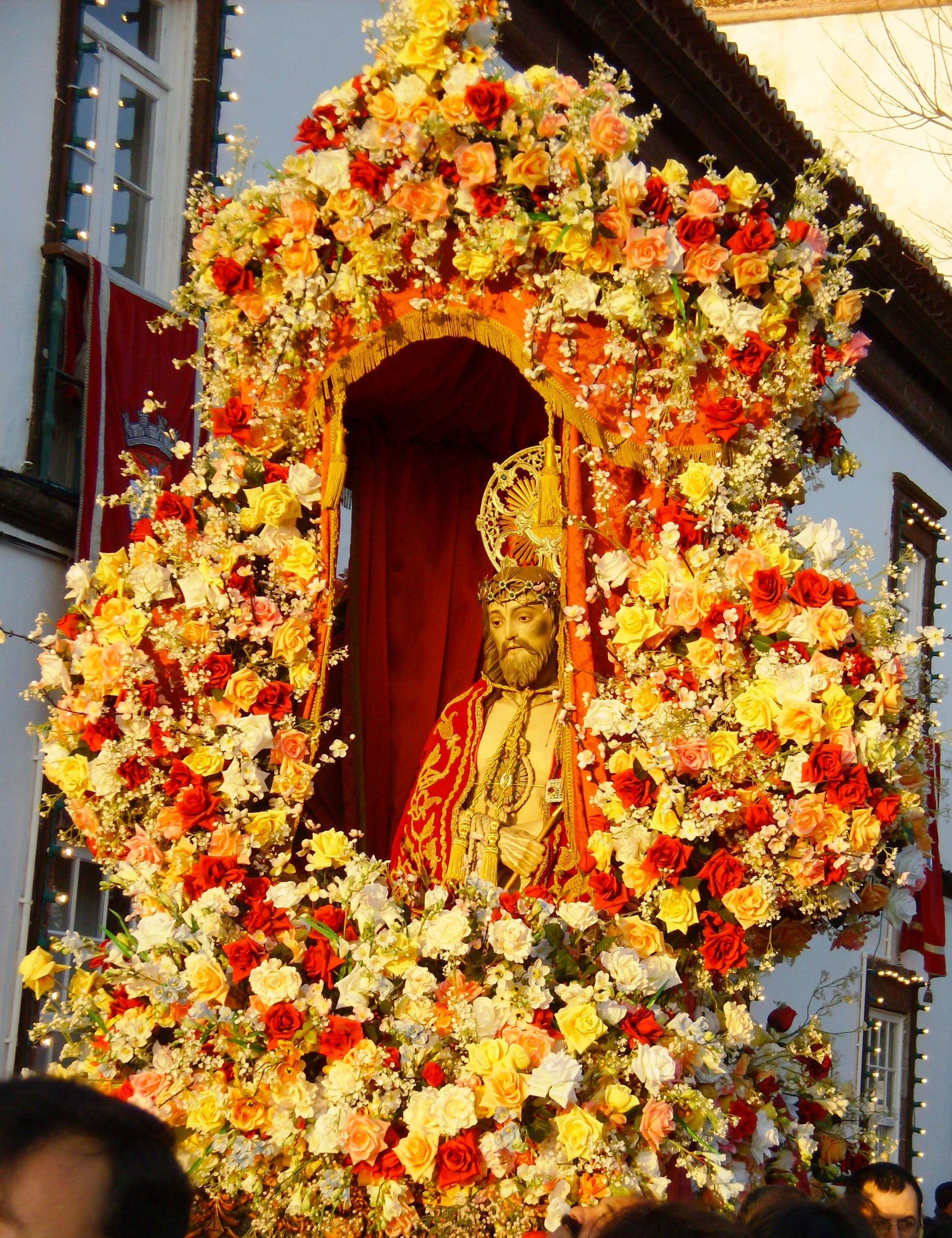
O andor da procissão do Senhor Santo Cristo dos Milagres de Ponta Delgada (2008).

Andor (do sânscrito hindola, "liteira", através do malaiala, andola), por vezes referido como charola, é uma estrutura, em geral de madeira ou outro material leve e resistente, em forma de padiola portátil e ornamentada, em que nos cortejos religiosos se transportam ao ombro as imagens e ícones. Os andores são em especial usados nas procissões católicas, nas quais assumem um lugar central. Podem ser estruturas simples e de pequena dimensão, em geral destinadas a serem transportadas sobre os ombros de quatro pessoas, ou ser grandes estruturas, muito elaboradas e complexas, como os pasos das procissões espanholas da Semana Santa, transportadas por equipas de mais de uma dezena de pessoas.